# 馬可·費內路斯
馬可·費內路斯（英語：Marc Fenelus，1992年8月22日—），土克凱可群島足球員，司職前鋒，曾於2015年美國職業足球大聯盟選秀會第三輪中選，曾效力台灣企業甲級足球聯賽台灣鋼鐵。後來因性侵女網友被解約，2024/11/6被判刑三年兩個月確定。

## 球員生涯
馬可出生在海地太子港，小時候隨父母移居英屬土克凱可群島，大學期間於美國就讀並先後於西德州大學及加州州立大學富勒頓分校足球校隊踢球，馬可於2015年參加美國職業足球大聯盟選秀在第3輪第由新英格蘭革命選入，成為選秀會第47位獲選的球員，惟因當時馬可未有綠卡，且與球團之期望不符而未能簽約。於是馬可在新英格蘭革命訓練四個月後返回家鄉，其後藉由來自台灣的女友介紹而赴台就讀台北市立大學並為大同足球隊效力。
2015年9月馬可加盟大同足球隊出賽最後一屆城市足球聯賽，全年斬獲12顆進球。
2017年馬可代表北市大出賽大專足球聯賽公開組男一級，馬可10場比賽得21顆進球為北市大贏得聯賽冠軍並獲得金靴獎。但自下屆起大專足球聯賽增設25歲的年齡上限，馬可此後無法參加大專足球聯賽。
2017年9月大同隊與馬可續約一年，此前曾有東南亞球隊因馬可優秀的得分能力而詢問轉會事宜，但是最後未有後續動作。與大同隊續約的馬可成功令球隊闖入從城市足球聯賽改制為台灣企業甲級足球聯賽於2017年賽季兩回合的冠軍賽，而大同足球隊與台電足球隊先後戰成1－1、0－0的成績，因客場進球的優勢，遂由大同隊奪下首屆台甲聯賽的總冠軍且馬可以38球奪下首屆金靴獎。
2018年台灣企業甲級足球聯賽即便從去年四循環減少為三循環，馬可仍然於全年攻入了27球，令大同隊二連霸台甲聯賽並蟬聯金靴獎。

## 臺灣企業甲級足球聯賽進球紀錄
| # | 赛季 | 俱樂部    | 出場紀錄 | 聯賽進球數 | 所屬國家 |
| - | ---- | --------- | -------- | ---------- | -------- |
| 1 | 2017 | 大同 F.C. | 28       | 38         | 臺灣     |
| 2 | 2018 | 大同 F.C. | 21       | 27         | 臺灣     |
| 3 | 2019 | 大同 F.C. | 14       | 17         | 臺灣     |
| 4 | 2020 | 南市台鋼  | 19       | 19         | 臺灣     |

## 國際賽事
馬可為特克斯與凱科斯群島足球代表隊出賽加勒比海盃會外賽、2014世界盃中北美區資格賽第一輪，以及2018世界盃中北美區資格賽第一輪。

## 榮譽

### 團隊
- 大專校院足球運動聯賽冠軍（105學年度）
- 台灣企業甲級足球聯賽冠軍（2017年、2018年）

### 個人
- 大專校院足球運動聯賽金靴獎（105學年度）
- 台灣企業甲級足球聯賽金靴獎（2017年、2018年）

## 外部連結
- 馬克·費內路斯 （页面存档备份，存于）在national-football-teams.com的球員資料